# Никанорова, Нина Ивановна
Нина Ивановна Никанорова (род. 18 февраля 1947, Харьков), в девичестве Маракина — советская легкоатлетка, специалистка по метанию копья. Выступала за сборную СССР по лёгкой атлетике в конце 1960-х — начале 1980-х годов, многократная победительница и призёрка первенств всесоюзного значения, участница летних Олимпийских игр в Мюнхене. Представляла Харьков и Ленинград. Мастер спорта СССР международного класса.

## Биография
Нина Маракина родилась 18 февраля 1947 года в Харькове, Украинская ССР.
Начала заниматься лёгкой атлетикой в 1964 году в Харькове, выступала за добровольное спортивное общество «Авангард», позже переехала на постоянное жительство в Ленинград, представляла спортивное общество «Зенит». В разное время проходила подготовку под руководством таких специалистов как С. А. Киперштейн, Д. И. Никаноров, В. И. Алексеев.
Впервые заявила о себе на всесоюзном уровне в сезоне 1966 года, когда на чемпионате СССР в Днепропетровске выиграла в метании копья бронзовую медаль.
В 1969 году выступила в матчевой встрече со сборной США в Лос-Анджелесе, получила серебро на чемпионате СССР в Киеве, заняла пятое место на чемпионате Европы в Афинах.
В 1970 году получила серебро на чемпионате СССР в Минске.
В 1971 году превзошла всех соперниц в матчевой встрече со сборной США в Беркли, одержала в победу на чемпионате страны в рамках V летней Спартакиады народов СССР в Москве, показала девятый результат на чемпионате Европы в Хельсинки.
На чемпионате СССР 1972 года в Москве вновь была лучшей в программе метания копья. Благодаря этой победе удостоилась права защищать честь страны на летних Олимпийских играх в Мюнхене — здесь на предварительном квалификационном этапе метнула копьё на 51,06 метра, чего оказалось недостаточно для выхода в финал.
Будучи студенткой, в 1973 году представляла Советский Союз на Универсиаде в Москве, где в своей дисциплине стала пятой.
В 1975 году взяла бронзу на чемпионате страны в рамках VI летней Спартакиады народов СССР в Москве.
В 1977 году уже под фамилией Никанорова выиграла серебряную медаль на чемпионате СССР в Москве.
На чемпионате СССР 1978 года в Тбилиси добавила в послужной список награду бронзового достоинства. На чемпионате Европы в Праге заняла девятое место.
В 1979 году взяла бронзу на чемпионате страны в рамках VII летней Спартакиады народов СССР в Москве.
На чемпионате СССР 1981 года в Москве вновь получила бронзовую награду.
В 1982 году на чемпионате СССР в Киеве выиграла серебряную медаль.
За выдающиеся спортивные достижения удостоена почётного звания «Мастер спорта СССР международного класса» (1966).
Окончила Харьковский механико-технологический техникум (1978) и Государственный институт физической культуры имени П. Ф. Лесгафта (1983).
Работала инструктором-методистом производственной гимнастики на Заводе имени Н. Г. Козицкого в Ленинграде (1976—1984). Награждена орденом «Знак Почёта».